# Sông Cửu An
Cửu An là một con sông nhỏ nằm trong hệ thống thủy nông Bắc-Hưng-Hải, thuộc địa phận tỉnh Hải Dương, một phần chảy theo ranh giới giữa Hải Dương và vùng phía đông tỉnh Hưng Yên.
Sông Cửu An vốn là một phân lưu của sông Hồng, chảy về phía đông, về sau bị vùi lấp ở phần cửa sông.
Sông còn được gọi là sông Cửu Yên, sông Si, sông Ba Đông, sông Bằng Ngang.
Hiện nay, sông Cửu An chảy từ Nghi Xuyên đến ngã ba Tòng Hóa (Phù Cừ), tổng chiều dài 23,5 km.
Mặc dù sông Cửu An không lớn nhưng lại đóng vai trò quan trọng đối với sản xuất nông nghiệp tại những vùng sông chảy qua.
Năm 2004, các nhà khảo cổ học tìm thấy thêm một ngôi mộ thuyền thuộc Văn hóa Đông Sơn với niên đại khoảng 2500 năm ở bên triền sông Cửu An, thuộc thôn Động Xá, xã Lương Bằng, huyện Kim Động, tỉnh Hưng Yên.